# RPS Enterteyment
RPS Enterteyment – polska niezależna wytwórnia muzyczna założona w 2010 roku przez Ryszarda "Peję" Andrzejewskiego. Siedziba firmy znajduje się w Poznaniu.
Od 2017 dystrybutorem jest My Music.